# South Coast AVA
South Coast AVA (anerkannt seit dem 21. November 1985) ist ein Weinbaugebiet im US-Bundesstaat Kalifornien. Das Gebiet liegt im westlichen, küstennahen Teil der drei Verwaltungsgebiete Los Angeles County, Orange County und San Diego County zwischen den Städten Los Angeles im Norden und San Diego an der mexikanischen Grenze im Süden. Dieses große Gebiet wurde in eine Vielzahl kleinerer Subregionen aufgeteilt, um dem Terroir-Gedanken Rechnung zu tragen. Gemeinsamer Nenner aller Subregionen ist jedoch, dass das heiße Klima aufgrund der Küstennähe zum Pazifischen Ozean gemäßigt wird.
In den drei American Viticultural Area South Coast, Central Coast AVA und North Coast AVA sind alle küstennahen Weinbaugebiete Kaliforniens zusammengefasst.